# Fructuoso de Tarragona
Fructuoso de Tarragona, o san Fructuoso (muerto el 21 de enero del 259, según otras fuentes, el 20 de enero, y como año el 258)  fue un clérigo cristiano hispanorromano, venerado como santo por la Iglesia  católica. Se le suele designar como san Fructuoso mártir para distinguirlo de otro santo de igual nombre, san Fructuoso de Braga.
Ejerciendo el cargo de obispo, fue martirizado junto con los diáconos Eulogio y Augurio. Murió quemado vivo en el anfiteatro de Tarraco, durante la persecución decretada por los emperadores romanos Valeriano y Galieno contra los cristianos. 
Fueron posiblemente los primeros mártires de los que hay constancia documental en la Historia del Cristianismo en España, a través de un testimonio de su martirio escrito por un testigo presencial. También hay testimonio epigráfico, en una lápida hallada en 1895 por una misión arqueológica francesa.
San Agustín sentía gran admiración por estos tres mártires hispanos, y escribió uno de sus sermones para la misa de su festividad.
El año 2008-2009, con motivo del 1750 aniversario de su muerte, se celebró un año jubilar para la archidiócesis de Tarragona por mandato del papa Benedicto XVI.

## Devoción de san Fructuoso en Uruguay
- La catedral de Tacuarembó le está dedicada.